# Račiče
Račiče (nemško Ratschitschach) je naselje v Občini Velikovec v Okraju Velikovec na Koroškem v Avstriji.